# SSD
Pour les articles homonymes, voir SSD (homonymie) et SSHD.
En informatique, un SSD (de l'anglais solid-state drive), voire disque SSD, disque électronique, disque statique à semi-conducteurs (DSS) ou plus simplement disque à semi-conducteurs au Canada, est un matériel informatique permettant le stockage de données sur de la mémoire flash. En français, les termes « disque SSD » (en France) et « disque à semi-conducteurs » (au Canada), ajoutent un sens de « disque » n'existant pas dans l'anglais « solid-state drive ». Le sens du mot anglais drive, signifiant « lecteur de stockage », est absent de la traduction. Cet usage est un emprunt aux prédécesseurs du SSD : les disques durs.

## Description
Le terme anglais solid-state signifie que ce matériel est constitué de mémoires à semi-conducteurs à l'état solide, par opposition à la technologie plus ancienne des disques durs, pour lesquels les données sont écrites sur un support magnétique en rotation rapide.

## Caractéristiques

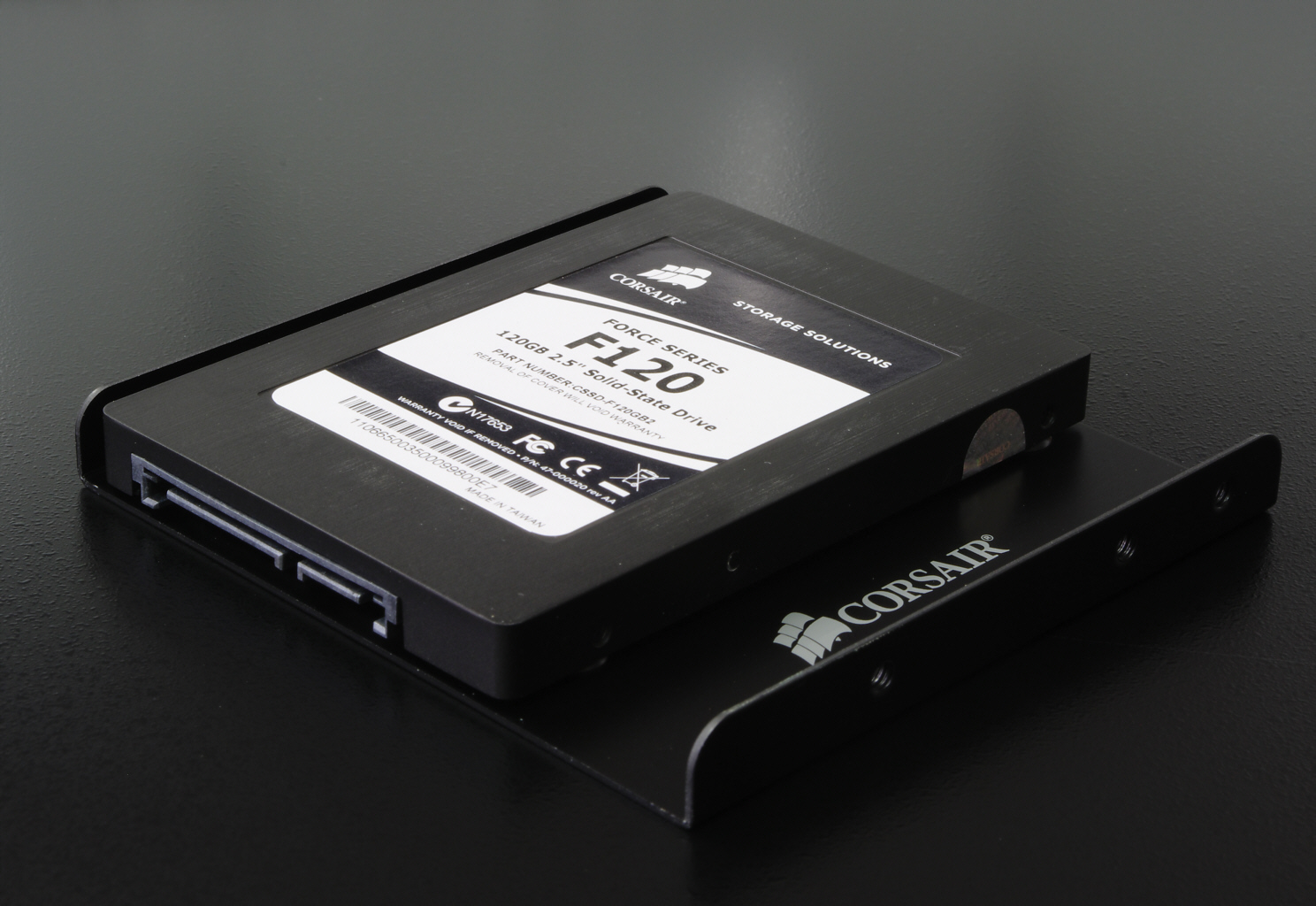
SSD de 120 Go de marque Corsair (2011) fixé sur un adaptateur 3.5 pouces (8.89 cm) pour une utilisation dans une tour informatique.

N'ayant aucune pièce mécanique en mouvement, un SSD est matériellement plus résistant qu'un disque dur ; en effet, les plateaux de ces derniers sont de plus en plus souvent en verre depuis 2003 (quoique encore très souvent en alliages d'aluminium), mais surtout, du fait que cette technologie implique l'interaction mécanique entre éléments de stockage (plateaux) et éléments d'accès (têtes de lecture/écriture), des chocs même légers peuvent entraîner des égratignures de la surface magnétique, ou une détérioration des éléments d'accès, donc des pertes de données voire une panne définitive. Au contraire, les SSD sont dépourvus d'éléments mobiles, ce qui leur confère une résistance aux chocs et aux vibrations bien supérieure. Les SSD surclassent par ailleurs les disques durs au niveau des performances (débit, latence négligeable, consommation électrique).

### Inconvénients
Néanmoins, les SSD ont aussi des inconvénients par rapport aux disques durs : les puces de mémoire flash ont un nombre limité de cycles d'écriture, ce qui fait que l'ensemble de l'unité a une capacité limitée en termes de volume total de données écrites (la lecture n'est pas affectée par ce problème). Les disques durs (bien que pouvant tomber en panne à tout moment) n'ont pas cette limitation a priori : si le substrat magnétique est de bonne qualité il peut être réécrit pratiquement à l'infini. Même si l'évolution de la technologie tend à réduire l'impact concret de cet inconvénient dans le cadre d'une utilisation conventionnelle (pour les modèles commercialisés après 2015 ; on peut considérer que l'obsolescence technologique sera atteinte bien avant la limite des cycles d'écriture), cela fait que les disques durs restent mieux adaptés aux tâches impliquant l'écriture constante de gros volumes de données (par exemple : serveurs de sauvegarde, vidéosurveillance) ;
De plus, la sensibilité aux corruptions dites logiques est plus élevée, notamment en cas de coupure inopinée de l'alimentation électrique ; les modèles récents intègrent des technologies atténuant voire supprimant cette vulnérabilité ;
Ensuite, le rapport capacité/prix reste à l'avantage du disque mécanique, même si cet écart tend à se resserrer d'année en année (depuis le début des années 2010 — et tout particulièrement depuis les inondations en Thaïlande fin 2011, ayant considérablement affecté les volumes de production au niveau mondial et entraîné d'importantes restructurations — les prix des disques durs stagnent ou diminuent très légèrement, tandis que les prix des SSD baissent rapidement du fait d'une évolution rapide de la technologie et des capacités).
Une tendance apparue aux alentours de 2010 sur les ordinateurs de bureau consiste à installer le système d'exploitation sur un SSD de capacité modérée et les données personnelles sur un disque dur de coût similaire, d'une capacité dix à vingt fois supérieure (pour les ordinateurs portables, on peut coupler un SSD interne avec un disque dur externe, voire remplacer le lecteur de disque optique, en voie d'obsolescence, par une unité de stockage secondaire).
Depuis 2013, les capacités de stockage des SSD ont beaucoup évolué ; en 2016, on peut en trouver de 4 To à 16 To, mais à un prix réservé aux professionnels exigeants.

## Historique

### Développement
L'avantage principal par rapport aux disques durs classiques est l'absence :
- de mécanique (ce qui diminue leur fragilité : voir tribologie) et la chaleur générée ;
- de bruit provoqué par la rotation des plateaux et les déplacements des têtes de lecture/écriture ;
- de latence, surtout si le disque dur s'est mis en veille ou si ses têtes se sont parquées pour cause d'inactivité prolongée.

Au moment où sont apparus les SSD, la plupart des disques durs de format 3,5" avaient une vitesse de rotation de 5 400 à 7 200 tr/min, soit environ 4,2 ms de latence moyenne, et le temps moyen de recherche étaient, le plus souvent, compris entre 8 et 12 ms pour un disque dur grand public ; ce qui donnait donc au total un temps d'accès moyen compris entre 12 et 16 ms. Ce temps d'accès moyen a peu évolué en dix ans, malgré l'évolution des capacités, tandis que les vitesses des microprocesseurs, des mémoires vives, des cartes graphiques et autres composants principaux strictement électroniques d'un ordinateur ont connu d'importants progrès.
L'usage de la mémoire flash supprime quasiment ce problème de temps d'accès, puisqu'il n'est que de l'ordre de 0,1 ms. La réactivité de l'ordinateur est donc considérablement augmentée, et les SSD se révèlent presque toujours plus rapides que les disques durs en termes de débit. Ainsi, de nombreux modèles récents de SSD au format SATA présentent des débits supérieurs à 500 Mo/s en lecture et en écriture, alors que les disques durs les plus rapides dépassent rarement 200 Mo/s. L'écart est encore plus prononcé s'agissant des SSD au format PCI-Express, lesquels, n'étant pas bridés par l'interface SATA, peuvent atteindre des débits de plusieurs Go par seconde.
Ces propos doivent toutefois être nuancés par deux points :
- les SSD sont nettement plus performants en lecture, mais leur conception fait qu'ils ne peuvent réécrire que des zones bien plus grandes qu'un secteur logique[e]. Cela affecte donc le débit observé en pratique pour l'écriture de petits fichiers ;
- les disques durs laissent beaucoup plus de temps libre au processeur entre deux opérations que les SSD, du fait de l'absence de délais mécaniques pour ces derniers. Il peut donc paradoxalement en résulter une perte de réactivité faute de temps processeur à consacrer au clavier, sauf si, dans un multiprocesseur, on utilise l'« affinité processeur » pour en dédier un soit au SSD, soit au clavier [5].

### Démocratisation: prix et capacités

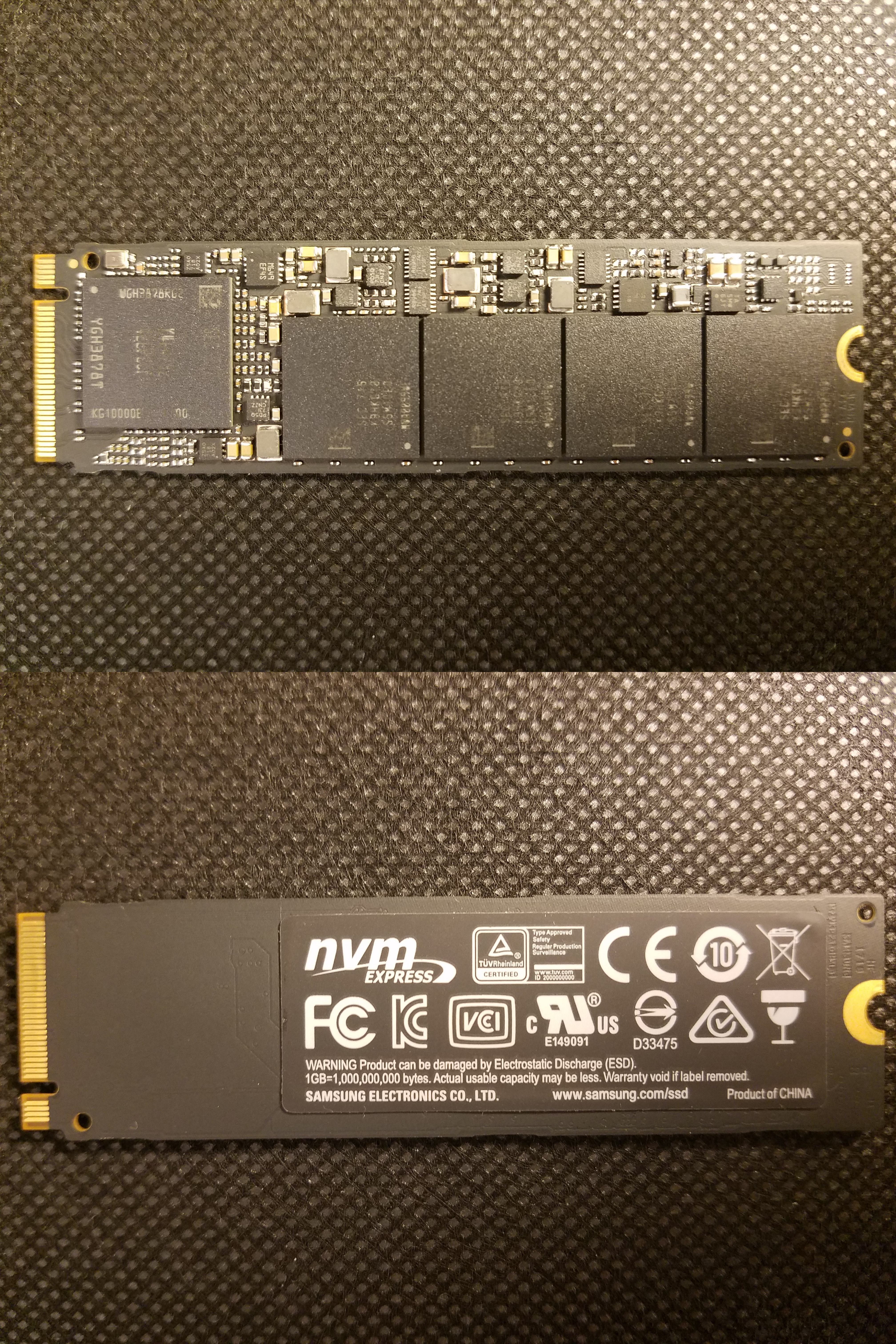
SSD Samsung 960 PRO 512 Go en 2018, face et dos.

Les SSD se sont démocratisés à mesure que leur prix diminuait en même temps que les capacités augmentaient. Au début de la commercialisation des SSD, leur capacité de stockage très faible, de 4 à 16 Go, permettait difficilement d'installer un système Windows récent associé à un assortiment de logiciels basiques. Par ailleurs, Windows XP n'était pas prévu pour les SSD, sa conception remontant à plus de six ans avant leur apparition effective. Windows Vista, gérait un peu mieux les SSD et disposait de la fonction ReadyBoost, ce qui permettait l'usage de ces petits SSD en complément d'un disque dur. Par la suite, les SSD ont eu une capacité suffisante pour accueillir un système Windows récent sans restriction, à un prix acceptable. La solution privilégiée par les informaticiens et les utilisateurs soucieux d'optimiser les performances est devenue l'association au sein d'une même configuration d'un SSD pour le système et d'un disque dur (ou plusieurs) destiné au stockage. Cette méthode restait élitiste à cause de l'achat nécessaire d'au moins deux unités de stockage dont l'une présentant un faible rapport capacité/prix ; elle ne s'est démocratisée qu'avec la baisse significative du prix des SSD, équipant dans un premier temps les PC fixes haut de gamme, avant de s'étendre progressivement aux tours et aux ordinateurs portables de milieu de gamme.
Le gigaoctet pour 1 € a été atteint en France début septembre 2011, dans le cadre d'une offre promotionnelle restreinte. La baisse s'est poursuivie : en novembre 2012, le prix moyen a atteint ±0,7 €/Go, puis ±0,5 €/Go en décembre 2013[réf. nécessaire], puis ±0,33 €/Go en janvier 2016 sur des modèles de 1 To en TLC.
En mai 2015, Sandisk annonce des SSD de 6 To, plutôt destinés aux serveurs informatiques.
En mars 2016, Seagate annonce un SSD dont la vitesse atteint 10 Go/s, et Samsung un SSD de plus de 15 To en format 2,5 pouces (6,35 cm).

## Formes

### Disque dur 2,5"

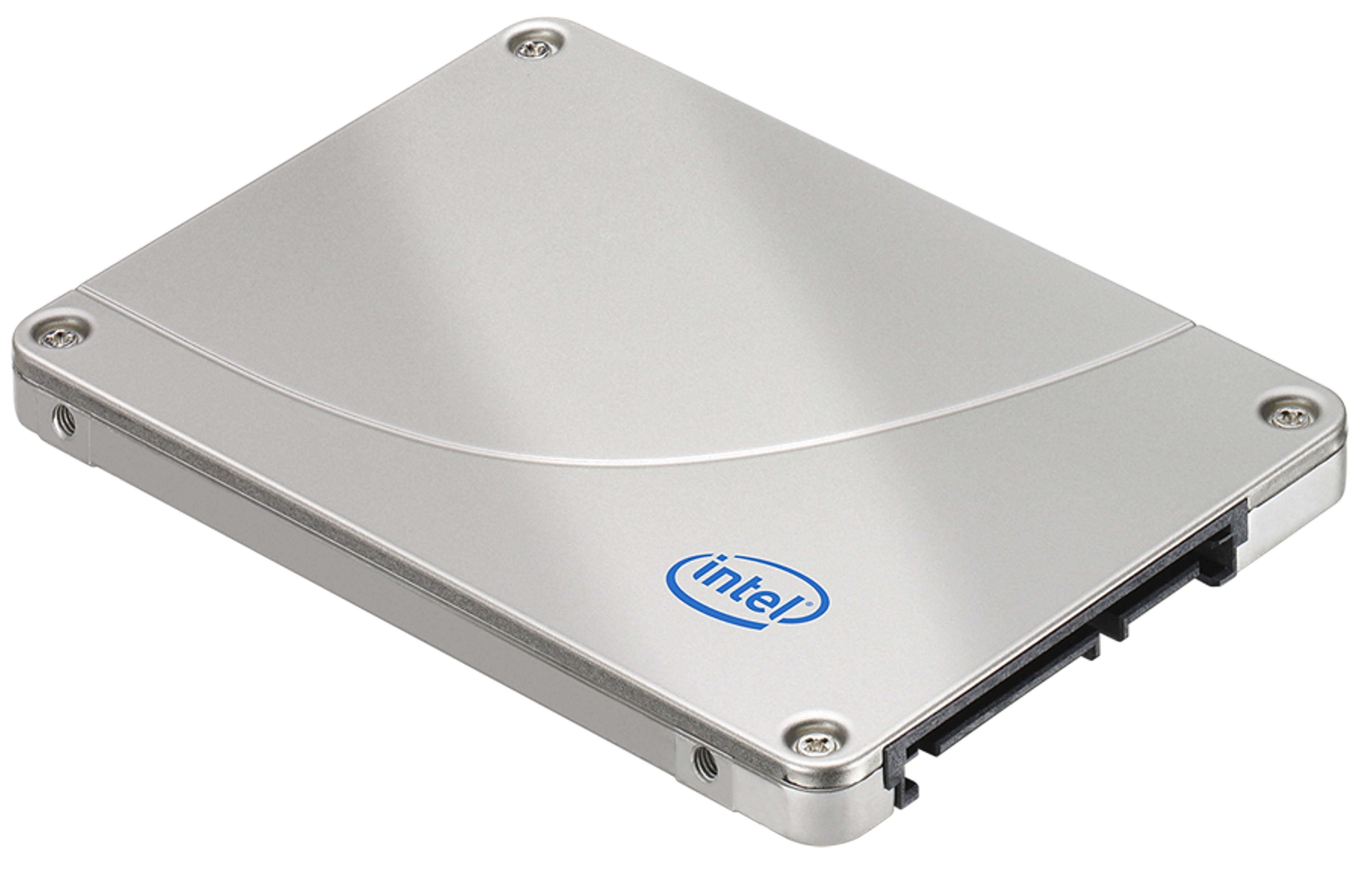
Boitier SSD 2.5 pouces

Les modèles les plus courants se présentent sous le même format qu'un disque dur 2,5 pouces en interface SATA (100 × 69,85 mm,) tels que ceux installés dans des ordinateurs portables, et disposent pareillement d'une alimentation SATA ainsi que d'une connectique SATA III.
Les appareils au format 2,5 pouces peuvent nécessiter un adaptateur pour être utilisés dans un emplacement prévu pour un format 3,5 pouces (8,89 cm), en cas d'installation dans une unité centrale d'ordinateur fixe.
Deux hauteurs existent : 7 ou 9,5 mm ainsi que des adaptateurs 9,5 mm pour les SSD de 7 mm d’épaisseur, souvent en presspahn.

### Carte PCIe
Afin que le débit ne soit plus bridé par l'interface SATA, sont apparus des supports SSD sous forme de cartes ou barrettes reliées directement à la carte mère par le biais d'un connecteur PCI Express (à l'instar d'une carte additionnelle) ayant comme nouveau plafond le débit des connecteurs PCI-E, soit 4 Gio/s pour le PCI-3 x4 et 8 Gio/s pour le PCI-4 x4. Ceci permet à certains SSD de dépasser la barre du Gio/s, alors que l'interface SATA est limitée à 600 Mio/s pour la toute dernière génération (SATA III), et même 300 Mio/s pour l'interface SATA II qui reste répandue sur des machines anciennes.
Les SSD au format PCI Express sont le plus souvent constitués d'un contrôleur RAID interfaçant deux à huit modules SSD placés directement sur la carte, permettant ainsi d'obtenir une solution RAID clé en main et bien plus compacte qu'une carte SATA RAID reliée à des SSD SATA au format 2,5 ou 3,5 pouces (8,89 cm). Cependant, ce type de configuration ne supporte pas encore la commande Trim.
Une telle carte est l'assemblage d'une carte PCIe et d'une carte M.2.

### Carte SATA

#### Format mSATA
Extérieurement, les cartes mSATA, pour mini S-ATA, ne possèdent pas de boitier et sont donc compactes mais leurs spécifications sont très proches de celles de SSD au format 2,5 pouces.
Leurs dimensions sont de 50,8 ± 0,15 mm × 29,85 ± 0,15 mm, leurs hauteurs varient suivant les marques et les modèles ; ainsi une Kingston UV500 mesure 4,85 mm, une Samsung 860 evo de 1 To mesure 3,85 mm.

#### FormatM.2
Ce format est le successeur du mSATA dont les dimensions de 22 mm × 80 mm sont actuellement le standard, mais d'autres sont disponibles :
- largeur : 12, 16, 22 ou 30 mm ;
- longueur : 16, 26, 30, 42, 60, 80 ou 110 mm.

Le « type » est construit en concaténant la largeur et la longueur.
Exemple : une M2 type 22110 aura donc une dimension de 22 × 110 mm.

#### Encoches «Key»
Décliné en deux grands types, les connecteurs sont distinguables par leur(s) encoche(s) appelées « Key », qui servent de détrompeur de bus.
- Key M+B : PCI Express x2, x4
- Key M : PCI Express NVMe x4 (pour Non-Volatile Memory express)

### Solutions «artisanales»
Pour contourner les prix très élevés et/ou les capacités restreintes de ces unités de stockage tout en bénéficiant de leurs avantages, diverses solutions exotiques avaient été vendues sur Internet au début de la commercialisation des SSD, par exemple :
- jeu (Bundle) de barrettes de mémoire vive fixées sur une carte fille, connectée à la carte mère via PCI ;
- multislots de cartes mémoires (CompactFlash).

Diverses formes de SSD « exotiques »
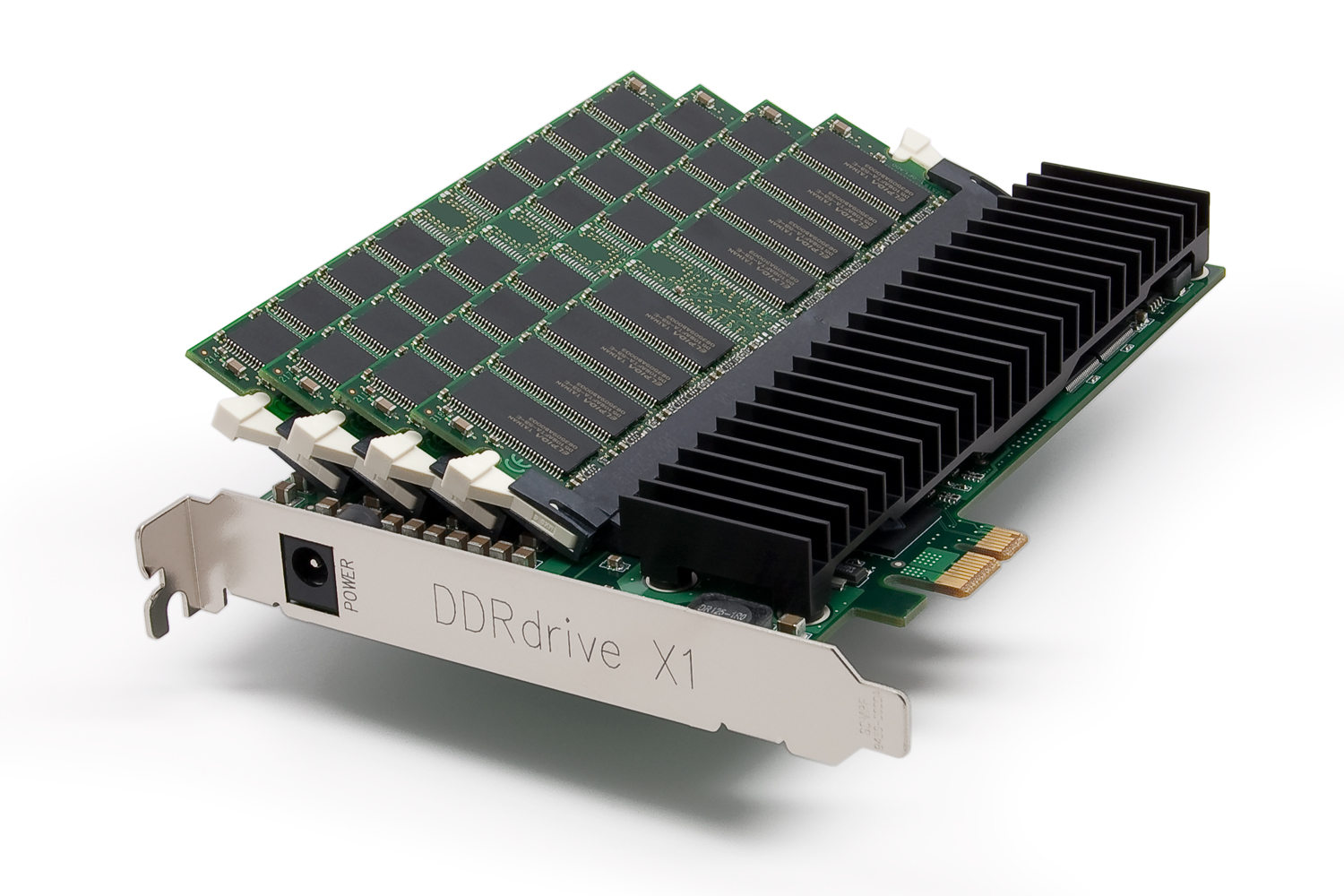
Carte mémoire constituée de barrettes DDR et branchée en PCI.
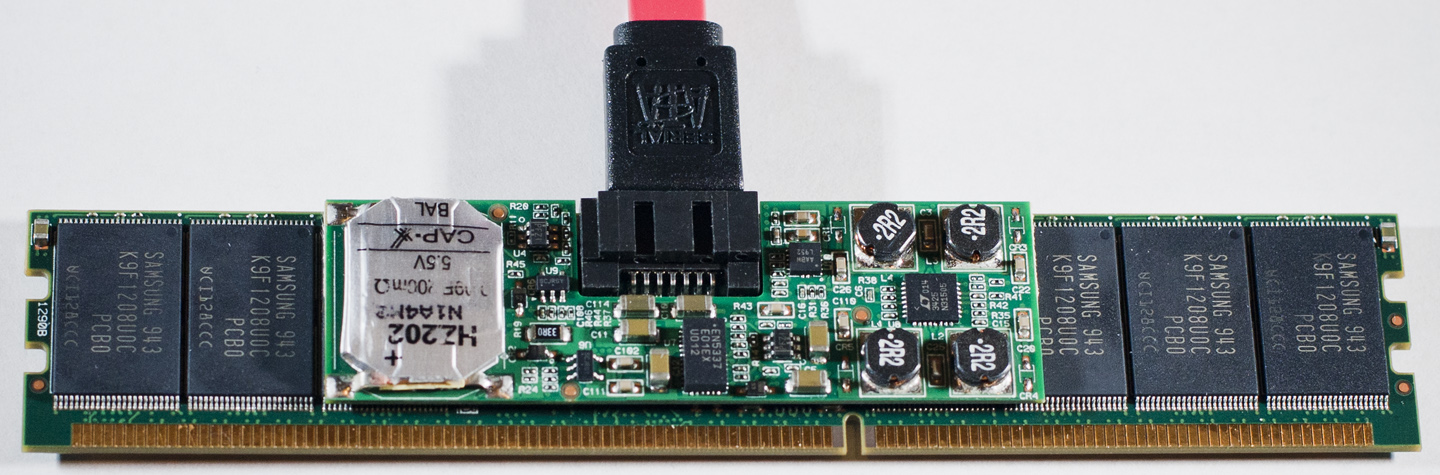
Barrette de RAM connectée via SATA.
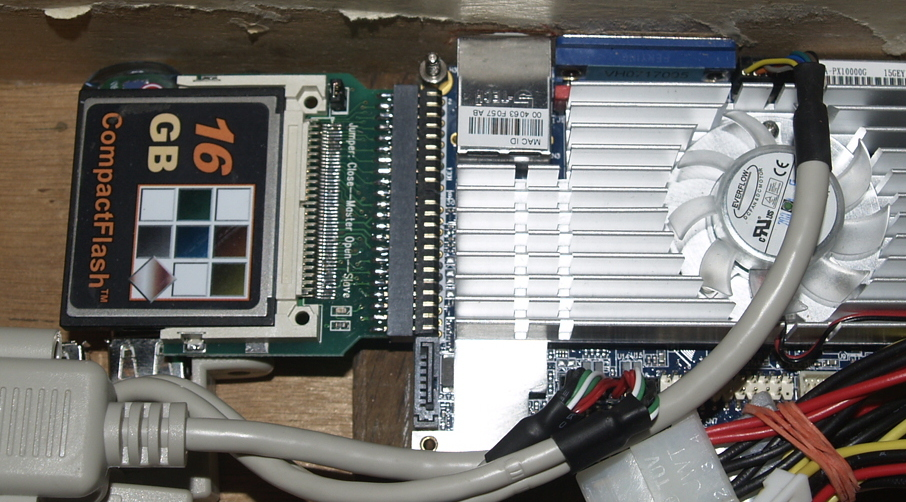
Adaptateur pour carte CompactFlash.

## Fonctionnement et architecture
Un SSD stocke les données sur de la mémoire flash, de la même manière qu'une clé USB ou une carte mémoire. Un SSD est donc un support de mémoires flash relié à l'ordinateur, souvent via l'interface SATA III, mais celle-ci est progressivement remplacée par l'interface PCI-E, qui permet d'obtenir de bien meilleures performances. Cette mémoire flash, répartie sur la carte en plusieurs modules, est pilotée par un contrôleur qui organise le stockage et la répartition des données sur l'ensemble de la mémoire. Les données échangées entre le système d'exploitation et la mémoire transitent par une mémoire tampon. Le SSD fonctionne logiciellement par un BIOS interne qui permet, entre autres, la manipulation de divers paramètres ainsi que l'affichage de nombreuses informations non accessibles par l'intermédiaire du système d’exploitation.

## Comparaison entre SSD et HDD
| Caractéristique             | SSD | Disque mécanique |
| --------------------------- | --- | --- |
| Temps d'accès aléatoire     | Environ 0,1 ms | De 2,9 à 12 ms |
| Vitesse de lecture/écriture | De 27 Mo/s à 3 Go/s | De 12 à 260 Mo/s |
| IOPS                        | De 8 000 à 3 000 000 (connexion PCIe, plusieurs téraoctets)                                                                            | Dépend de la vitesse de rotation, du nombre de plateaux, du temps                                                                         |
| Fragmentation               | Aucun ou très peu d'effet sur les performances (accès direct à chaque cellule)                                                         | Ralentit l'accès aux fichiers Dépend du type de système de fichiers Augmente avec le temps et avec le taux de remplissage de la partition |
| Bruit                       | Quasi nul (pas d'éléments en mouvement, un léger sifflement, connu sous l'appellation anglaise "coil whine (en)", est parfois audible) | Variable dépendant du déplacement des têtes de lecture Tend à s'accentuer avec le temps, notamment à cause de la fragmentation            |
| Vulnérabilités              | Sensible au nombre de cycles d'écriture Les coupures de courant peuvent rendre l'unité irrécupérable sur certains (anciens) modèles    | Chocs et vibrations, sensibles aux champs magnétiques                                                                                     |
| Taille                      | 4,57-6,35 cm (1,8-2,5″) pour les SSD au format SATA (en fonction des modèles) Taille variable pour les SSD au format PCI Express       | 4,57-6,35-8,89 cm (1,8-2,5-3,5″) (en fonction des modèles)                                                                                |
| Masse                       | Quelques dizaines de grammes | Environ 100 g pour un modèle en 2,5" Environ 650 g pour un modèle en 3,5"                                                                 |
| Durée de vie                | Garantie constructeur variant de 1 à 10 ans Cycles d'écriture garantis : 10 000 (SLC), 5 000 (MLC) et 1 000 (TLC)[réf. nécessaire]     | Garantie constructeur de 2 à 5 ans Durée de vie sans limite a priori, mais limitée par la fragilité mécanique                             |
| Rapport coût/capacité       | Environ 0,18 €/Gio (2019) | Environ 0,06 €/Gio (2019) |
| Capacité de stockage        | Jusqu'à 100 To (Nimbus Data ExaDrive EDDCT100), 500 Go à 4 To pour les modèles les plus courants en 2025                               | Jusqu'à 36 To (Seagate Exos M 36 To), 1 To à 8 To pour les modèles les plus courants en 2025                                              |
| Consommation                | 0,1 à 0,9 W (veille) jusqu'à 0,9 W (activité)                                                                                          | 0,5 à 1,3 W (veille) 2 à 4 W (activité)                                                                                                   |

## Techniques

### Types de mémoires SLC, MLC, TLC ou QLC
Il existe quatre types de mémoire flash,, :
1. la SLC NAND (Single Level Cell), dans laquelle chaque cellule élémentaire peut stocker un seul bit (deux niveaux de charge) ;
2. la MLC NAND (Multi Level Cell), dans laquelle les cellules peuvent stocker plusieurs bits (le plus souvent 2 bits), soit quatre niveaux de charge, et référencés comme DLC NAND (Dual Level Cell) ;
3. la TLC NAND (Triple Level Cell), variante de MLC comportant 3 bits, soit huit niveaux de charge, également appelée MLC « X3 » (introduite en 2009) et qui augmente encore le nombre de bits stockés par cellule ;
4. la QLC (Quad Level Cell), variante de la TLC, est capable de stocker 4 bits par cellule, soit seize niveaux de charge, et la capacité de stockage augmente de 33 %. La QLC ne supporte qu'environ 1 000 cycles écriture/effacement, ce qui est faible, mais possède également une capacité de stockage plus élevée et un prix plus bas.

Concernant les performances sans cache :
SLC (cellule mononiveau/1 bit) >> MLC (cellule multiniveau/2 bits) >> TLC (cellule triple niveau/3 bits) >> QLC (cellule quadri-niveau/4 bits)
Le stockage de plusieurs bits par cellule permet de diminuer fortement le coût de fabrication, puisque la densité est au minimum doublée, mais dégrade les performances, surtout en écriture, et réduit grandement la durée de vie des cellules.
Sur des mémoires 50 nm, les SLC supportent environ 100 000 cycles écriture/effacement.
La MLC a une durée de vie de l'ordre de dix fois inférieure, variant d'environ 3 000 à 10 000 cycles par cellule, selon les modèles.
La TLC est la technologie ayant la plus faible durée de vie avec environ 1 000 cycles d'écriture par cellule.
La QLC est la technologie ayant une durée de vie comparable à la TLC en cycles d'écriture (environ 1 000 cycles d'écriture par cellule). Elle est bien adaptée pour de gros volumes de stockage statiques (par exemple une vidéothèque ou une discothèque). En effet, la mémoire QLC n'est plus basée sur la technologie NAND 2D (1 couche) mais sur la technologie NAND 3D (32 couches successives), pour une plus grande capacité de stockage. Ainsi, la technologie de NAND 3D a vu le jour. Contrairement à la NAND 2D qui ne peut que stocker les données que sur une couche, la NAND 3D permet de stocker les données sur 32 couches. Par conséquent, chaque cellule de la MLC augmente au maximum de 2 Go, tandis que chaque cellule de la TLC augmente au moins de 48 Go.[réf. nécessaire] Un cache utilisant une partie de la QLC en SLC (c'est-à-dire juste un bit par cellule) permet d'effectuer en temps masqué les écritures, si celles-ci sont ponctuelles.
De nombreux SSD sont commercialisés avec une garantie constructeur de 5 à 10 ans. Cela ne prémunit pas contre la perte de données, mais garantit qu'en cas de défaillance (si on a gardé une preuve d'achat ou si on s'est enregistré par Internet) sera fourni un SSD neuf de caractéristiques équivalentes sur lequel on pourra restaurer sa dernière sauvegarde.
La majorité des SSD grand public utilisent de la mémoire MLC (en 2017 c'est le TLC qui est largement majoritaire), tandis que la mémoire SLC est réservée aux SSD haut de gamme, principalement destinés à un usage professionnel (entreprises, serveurs), ce qui crée le problème principal du SSD grand public : la limite des cycles d'écriture.
Innodisk, concepteur de SSD pour applications industrielles, a breveté la technologie iSLC, qui promet une performance plus durable et plus fiable que les classiques flash NAND MLC, mais à un moindre coût. Il existe aussi une variante du type MLC, appelée eMLC (pour Enterprise MLC), permet un nombre plus élevé de cycles d'écriture.

### Durée de vie
La durée de vie d'un SSD s'estime d'une manière un peu différente de celle des disques durs.
Elle tient compte essentiellement de deux caractéristiques techniques :
- le MTBF (en anglais Mean Time Before Failure), qui s'exprime en nombre d'heures de fonctionnement. L'ordre de grandeur est le million d'heures, soit plus d'une centaine d'années pour ce type de produit en utilisation courante ;
- le TBW (de l'anglais TeraByte Written) qui s'exprime en téraoctets, correspond à la quantité maximale d'octets pouvant être écrits sur le SSD au cours de sa vie.

Le TBW est défini par la formule suivante, :
{\displaystyle {\rm {TBW={\frac {{\text{Capacité (Go) / 1 000}}\times {\text{Nombre de cycles Écriture/Effacement}}}{WAF}}}}}
Il se calcule à partir des trois éléments suivants :
- la capacité du SSD exprimée en Go ;
- le nombre de cycles écriture/effacement (également appelé cycles P/E pour Program / Erase Cycles)[27]. Ce chiffre est exprimé en millier(s), dizaine(s) de millier(s) ou centaine(s) de millier(s) en fonction de la technologie utilisée dans le processus de fabrication des puces. Il exprime le nombre de fois que l'on peut répéter l'opération d'écriture ou d'effacement d'une zone mémoire avant qu'elle ne se dégrade. (Voir chapitre précédent « Types de mémoire ».) ;
- le WAF (de l'anglais Write Amplification Factor). Il s'agit du rapport entre le nombre d'octets réellement écrits sur le SSD et le nombre d'octets écrits vu de l’hôte. Ce chiffre varie en fonction du type de contrôleur utilisé dans le SSD et du système hôte. Certains fabricants utilisent également le terme WAI (de l'anglais Write Acceleration Index) qui signifie la même chose.

On voit parfois apparaître dans certaines documentations le terme DWPD (de l'anglais Drive Writes Per Day), qui est une autre façon d'exprimer le TBW. Alors que le TBW exprime la quantité maximale de téraoctets pouvant être transférés sur un SSD pendant toute sa durée de sa vie, le DWPD exprime le nombre maximal journalier de réécritures de la capacité totale du SSD. Cette valeur ne dépend pas de la capacité de l'unité SSD considérée contrairement au TBW.
En général, le TBW est utilisé pour des SSD d'entrée de gamme, alors que le DWPD est plutôt réservé aux SSD à usage professionnel, comme ceux qui sont intégrés dans des serveurs.
Le DWPD se calcule à partir du TBW et de la période de garantie du constructeur ; il est défini par la formule suivante, :
{\displaystyle {\rm {DWPD={\frac {TBW\times 1\;024}{{\text{Capacité (Go)}}\times {\text{Période de garantie (années)}}\times 365}}}}}
La formule est réversible, on peut également calculer le TBW à partir du DWPD et de la durée de garantie du SSD :
{\displaystyle {\rm {TBW={\frac {DWPD\times {\text{Capacité (Go)}}\times {\text{Période de garantie (années)}}\times 365}{1\;024}}}}}
Attention: ne pas confondre Go (gigaoctet), To (téraoctet) et Gio (gibioctet), Tio (tébioctet) (voir la section  Multiples de l'Article Octet pour les explications).
D'autres technologies peuvent influencer la durée de vie, comme la prise en charge ou non des commandes Trim.

### Commande Trim
La commande Trim, disponible sur la plupart des modèles récents de SSD, permet aux systèmes d'exploitation modernes d'éviter que les performances ne se dégradent avec le temps et le remplissage de chaque partition. Elle est supportée par les systèmes d'exploitation suivants :
- GNU/Linux à partir du noyau 2.6.33 et dérivé Android 4.3 ;
- Microsoft Windows à partir de Windows 7 ;
- macOS depuis la version 10.6.6 (à l'origine uniquement sur les SSD livrés par Apple[30], ensuite sur tous les SSD montés en interne ou connectés en Thunderbolt mais pas pour les SSD externes USB) ;
- FreeBSD à partir des versions 8.1 et 9.2 pour UFS, 9.2 et 10.0 pour ZFS. Le support du RAID logiciel leur est ajouté en 10.0. Les systèmes d'exploitation dérivés en héritent : FreeNAS 9.1.0, PC-BSD 10.0, NAS4Free[31] 9.3.0.2 ;
- NetBSD 6 pour FFS ;
- DragonFly 4.1 ;
- AIX et HP-UX avec JFS2 en 2012 ;
- OpenSolaris build 146 avec ZFS, et dérivé Oracle Solaris 11 ;
- Illumos avec ZFS, implémentation en cours en 2014.

Cette commande vise à notifier le contrôleur du SSD lors de l'effacement d'un fichier, lequel peut alors effacer les cellules de mémoire flash anciennement utilisées, en arrière-plan, lors des périodes de faible sollicitation, afin d'optimiser les écritures ultérieures qui pourront alors être effectuées sans avoir à réaliser l'effacement préalable imposé par la technologie de la mémoire flash.
Cette technique permet en outre d'augmenter la durée de vie des SSD, par la mise en rotation des cellules utilisées à chaque écriture — à la condition de laisser suffisamment d'espace libre sur le support. En effet, plus l'espace de stockage disponible est restreint, plus les écritures se feront fréquemment sur les mêmes cellules, réduisant donc l'efficacité de cette technique.
Le fabricant Kingston a mis au point une technique alternative permettant de bénéficier des avantages de la commande Trim même avec les systèmes d'exploitation qui ne sont pas optimisés pour la gestion des supports SSD et qui ne gèrent donc pas cette commande. Cette technique nommée « Garbage Collector » (en français, ramasse-miettes) fonctionne au niveau du micrologiciel du SSD, indépendamment du système d'exploitation.

## Principaux constructeurs

### Produits finis
- A-Data
- AMD
- Corsair
- Crucial
- Gigabyte Technology
- G.Skill
- Hitachi
- Intel
- Toshiba
- Kingston
- OCZ
- Plextor
- Pure Storage (en)
- PNY
- Samsung
- SanDisk
- Silicon Power
- Western Digital

Pour davantage de détails, Wikipédia en anglais possède un article intitulé : List of solid-state drive manufacturers (en).

### Contrôleurs
- (en) Indilinx (en) appartenant à OCZ
- SandForce appartenant à LSI
- Marvell
- Intel (sur les premières générations)
- Samsung